# Galop Gisha
Galop Gisha – technika używana podczas debaty, która skupia się na przytłoczeniu przeciwnika wieloma argumentami, bez względu na ich rzetelność. Termin został wymyślony przez Eugenie C. Scott i nazwany na cześć kreacjonisty Duane T. Gisha, który często używał tej techniki argumentując przeciwko ewolucji.
Podczas Galopu Gisha argumentujący konfrontuje przeciwnika szybką serią wielu podejrzanych argumentów, półprawd i błędnych interpretacji w krótkim czasie, co uniemożliwia przeciwnikowi obalenie wszystkich z nich w czasie formalnym debaty. W praktyce potrzeba więcej czasu na obalenie lub sprawdzanie informacji podawanych przez „galopującego”, niż trwała jego wypowiedź. Technika marnuje czas przeciwnika i może podawać w wątpliwość jego umiejętność debatowania, szczególnie dla publiczności niezaznajomionej z techniką, tym bardziej jeśli nie są zaangażowane żadne fact-checki lub jeśli publiczność ma ograniczoną wiedzę na temat poddawany debacie.